# Aéroport de Lübeck
L'aéroport de Lübeck (code IATA : LBC • code OACI : EDHL) est un petit aéroport international allemand situé à 8 kilomètres au sud de Lübeck, la seconde ville plus grande ville du Schleswig-Holstein, et à 54 kilomètres au nord-est de Hambourg.
C'est le deuxième aéroport de la Région métropolitaine de Hambourg derrière l'aéroport de Hambourg, et est essentiellement utilisé par les compagnies low-cost et les vols charters.

## Histoire

### Origine
La construction de l'aéroport débute en 1916 et ses activités commencent en 1917 comme base aérienne. À la fin de la Première Guerre mondiale, la base est fermée. En 1933, il est rouvert et agrandi par la Luftwaffe. Lors du Blocus de Berlin après la Seconde Guerre mondiale, la Royal Air Force a fait transité de Lübeck jusqu'à Berlin du charbon et des réfugiés rejoignant l'Allemagne de l'Ouest, à l'aide de Douglas DC-3 Dakota.

### Développement en aéroport low-cost
Après la Réunification allemande, l'aéroport a gagné de l'importance et son activité s'est accrue. En 1997, le terminal est reconstruit et agrandi.
Ryanair commence ses opérations depuis l'aéroport en 2000 avec une ligne reliant London-Stansted. Wizz Air débute en 2006 avec des vols pour Gdańsk et plus tard l'Europe de l'Est.
Infratil, une société d'investissement dans les infrastructures de Nouvelle-Zélande achète 90 % des parts de l'aéroport de novembre 2005 jusqu'à fin octobre 2009, avant de les revendre à la Ville de Lübeck. Le principal opérateur de l'aéroport, Flughafen Lübeck GmbH, a alors recherché un nouvel investisseur privé qu'elle trouve en 2013.
En 2010, la crise économique et l'éruption du volcan Eyjafjallajökull a conduit à une baisse du nombre de passagers  et de destinations.
Un nouveau système ILS CAT II est installé en février 2014, facilitant l'activité de l'aéroport lors de mauvaises conditions climatiques. En mars 2014, quatre plaintes sont déposées contre le projet d'extension de l'aéroport.

### Faillite
Le 23 avril 2014, l'aéroport de Lübeck dépose le bilan. Quelques jours plus tard, le propriétaire et investisseur de l'aéroport annonce son retrait. L'aéroport a continué à fonctionner à l'aide d'un liquidateur. En juillet 2014, l'aéroport est vendu à l'investisseur chinois PuRen Germany GmbH, filiale de PuRen Group.
En juin 2014 Ryanair annonce son retrait de l'aéroport dès octobre 2014, due à l'avenir incertain de l'aéroport. Dans le même temps, la compagnie aérienne low-cost annonce de nouvelles lignes depuis l'aéroport de Hambourg.

## Situation
| Berlin · Brandebourg EuroAirport Basel-Mulhouse-Freiburg Freiburg · City Brême Cassel Cologne · Bonn Dortmund Dresde Düsseldorf Erfurt Francfort-Hahn Francfort · sur-le-Main Friedrichshafen Hambourg Hanovre Heringsdorf Karlsruhe · Baden-Baden Leipzig Lübeck Memmingen Munich Münster · Osnabrück Nuremberg Paderborn · Lippstadt Rostock Sarrebruck Stuttgart Sylt Weeze Mannheim |

## Compagnies aériennes et destinations
| Compagnies | Destinations |
| ---------- | --- |
| Lübeck Air | Bergen, Munich-F. J. Strauß, Salzbourg-W. A. Mozart, Stuttgart En saison : - Bastia-Poretta, - Berne-Belp, - Minorque-Mahón, - Naples-Capodichino, - Olbia-Costa Smeralda, - Reykjavik-Keflavík, - Sälen/Montagnes de Scandinavie |
| Smartwings | En saison charter : Las Palmas/Gran Canaria |
| Sundair    | En saison : Antalya, Corfou-I. Kapodístrias, Héraklion-N. Kazantzákis, Palma de Majorque |

Édité le 07/03/2023.

## Statistiques

### En graphique
Pour des raisons techniques, il est temporairement impossible d'afficher le graphique qui aurait dû être présenté ici.

Voir la requête brute et les sources sur Wikidata.

### En tableau

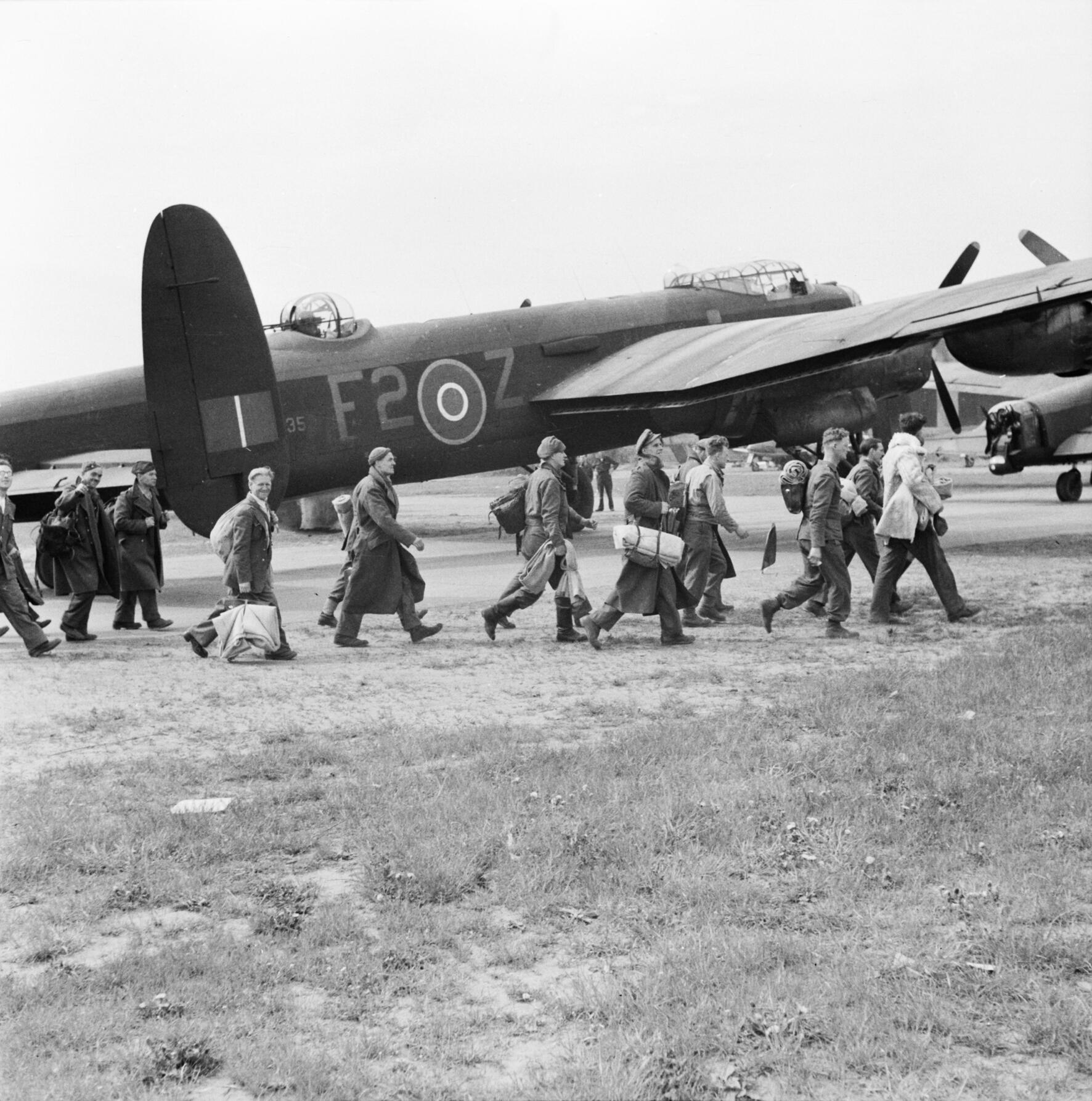
Un Avro Lancaster durant l'« Opération Exodus » à l'aéroport de Lübeck en 1945.

| 2000                         | 184 622 |
| 2001                         | 231 094 |
| 2002                         | 270 188 |
| 2003                         | 539 580 |
| 2004                         | 598 777 |
| 2005                         | 715 731 |
| 2006                         | 677 638 |
| 2007                         | 612 858 |
| 2008                         | 534 509 |
| 2009                         | 688 302 |
| 2010                         | 537 835 |
| 2011                         | 344 068 |
| 2012                         | 359 974 |
| 2013                         | 367 252 |
| 2014                         | 168 593 |
| Source : ADV, Lübeck Airport |         |

## Transports au sol

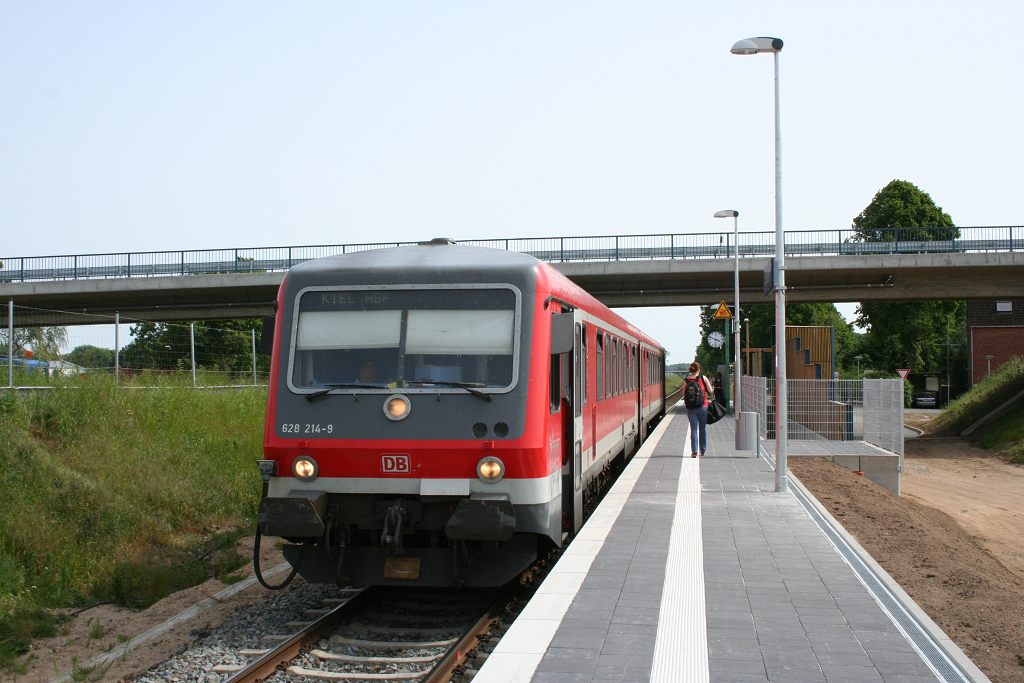
Gare de l'aéroport de Lübeck.

### Route
L'aéroport de Lübeck peut être atteint par l'autoroute A1 qui mène à Hambourg, et par l'A20 à l'est, qui traverse le Mecklembourg-Poméranie-Occidentale (sortie Lübeck-Süd).

### Train
Un train régional circule toutes les heures en Kiel et Lunebourg, faisant un arrêt à la gare de l'aéroport "Lübeck-Flughafen", ainsi qu'à la Gare centrale de Lübeck.